# Bet on It
Bet on It è l'ottavo singolo del film Disney per la televisione High School Musical 2.
Scritta da Tim James e Antonina Armato, la canzone, dallo stile molto moderno, è stata criticata e apprezzata positivamente dal pubblico. A cantarla è il protagonista Troy Bolton (Zac Efron).

## Videoclip
La scena inizia con Troy arrabbiato per via del divieto di partecipazione dei dipendenti al talent show del country club Lava Springs dei genitori di Sharpay (Ashley Tisdale) e Ryan Evans (Lucas Grabeel). Il ragazzo cammina a passo spedito per il campo da golf del luogo. Successivamente comincia a correre esprimendo tutta la rabbia repressa dopo aver capito che stava perdendo i suoi veri amici e la fidanzata, Gabriella Montez (Vanessa Hudgens). Il tema della canzone è il futuro del ragazzo, messo in discussione dopo il litigio con gli amici.